# Franz Georg Philipp Buchenau
Franz Georg Philipp Buchenau (Kassel, 12 de janeiro de 1831 - Bremen, 23 de abril de 1906)  foi um botânico e fitogeógrafo alemão. Foi um espealista na flora do noroeste da Alemanha.
Estudou na Universidade de Marburg e na Universidade de Göttingen,  e a partir de 1855 foi docente em Bremen.  Em 1864 foi  co-fundador da Associação de Ciências Naturais de Bremen.

## Publicações
Foi autor de obras sobre a flora  das  Ilhas Frísias Orientais, Flora der Ostfriesischen Inseln, e de  Bremen/Oldenburg, Flora von Bremen und Oldenburg.
Também publicou uma monografia sobre a família botânica  Juncaceae com o título Monographia Juncacearum.